# Rebang Tinggi
Rebang Tinggi is een bestuurslaag in het regentschap Way Kanan van de provincie Lampung, Indonesië. Rebang Tinggi telt 2423 inwoners (volkstelling 2010).